# Brohlbach
Brohlbach i Brohltal er en lille flod i  den tyske delstat Rheinland-Pfalz, og en af Rhinens bifloder fra venstre med en længde på på 20 km. Den har udspring i Eifel i kommunen Hannebach og løber gennem Brohldale, hvor Bundesstraße 412 går. Floden munder ud i  Rhinen ved Brohl-Lützing.
50°26′47″N 7°07′34″Ø / 50.4464°N 7.1261°Ø